# 모녀봉
"모녀봉"은 1965년 공개된 대한민국의 영화이다.

## 배역
- 신영균
- 김혜정
- 이민자
- 김동원
- 이대협
- 김명희